# Рай-Александровка (Донецкая область)
Ра́й-Алекса́ндровка (укр. Рай-Олександрівка) — село в Николаевской городской общине Краматорского района Донецкой области Украины.

## Общие сведения
Население по переписи 2001 года составляло 1094 человека. Почтовый индекс — 84186. Телефонный код — 626.

## Местная власть
84150, Донецкая область, Краматорский район, г. Николаевка, пл. Энергетиков, 2/14.